# Tương Giang
Tương Giang là một phường thuộc thành phố Từ Sơn, tỉnh Bắc Ninh, Việt Nam.

## Địa lý
Phường Tương Giang nằm ở phía đông bắc thành phố Từ Sơn, có vị trí địa lý:
- Phía đông giáp huyện Tiên Du
- Phía tây giáp phường Đồng Nguyên
- Phía nam giáp phường Đồng Nguyên và huyện Tiên Du
- Phía bắc giáp phường Tam Sơn và huyện Tiên Du.

Phường có diện tích 5,66 km², dân số năm 2020 là 12.811 người, mật độ dân số đạt 2.263 người/km².

## Lịch sử
Trước đây, xã Tương Giang thuộc huyện Yên Phong.
Năm 1963, xã được chuyển về huyện Tiên Sơn mới thành lập.
Ngày 9 tháng 8 năm 1999, Chính phủ ban hành Nghị định số 68/1999/NĐ-CP chia huyện Tiên Sơn thành hai huyện Từ Sơn và Tiên Du. Xã Tương Giang thuộc huyện Từ Sơn.
Từ ngày 24 tháng 9 năm 2008, xã Tương Giang thuộc thị xã Từ Sơn.
Ngày 12 tháng 1 năm 2021, Ủy ban Thường vụ Quốc hội ban hành Nghị quyết 1191/NQ-UBTVQH14 về việc thành lập các phường thuộc thị xã Từ Sơn (nghị quyết có hiệu lực từ ngày 1 tháng 2 năm 2021). Theo đó, thành lập phường Tương Giang trên cơ sở toàn bộ 5,66 km² diện tích tự nhiên và 12.811 người của xã Tương Giang.
Ngày 1 tháng 11 năm 2021, thành lập thành phố Từ Sơn trên cơ sở toàn bộ diện tích và dân số của thị xã Từ Sơn, phường Tương Giang thuộc thành phố Từ Sơn như hiện nay.